# Kentrocapros
Kentrocapros is een geslacht van straalvinnige vissen uit de familie van doosvissen (Aracanidae). De wetenschappelijke naam van het geslacht is in 1855 voor het eerst geldig gepubliceerd door Johann Jakob Kaup.

## Soorten
- Kentrocapros aculeatus (Houttuyn, 1782)
  - = Ostracion hexagonus Thunberg, 1787
- Kentrocapros eco (Phillipps, 1932)
- Kentrocapros flavofasciatus (Kamohara, 1938)
- Kentrocapros rosapinto (Smith, 1949)